# Che incubo Charlie Brown
Che incubo Charlie Brown (What a Nightmare, Charlie Brown!) è uno speciale televisivo d'animazione del 1978 diretto da Phil Roman e Bill Melendez. È il diciassettesimo speciale basato sui Peanuts di Charles M. Schulz. 
Il film, trasmesso negli Stati Uniti su CBS il 23 febbraio 1978, è insolito in quanto gli unici membri dei Peanuts ad apparirvi sono Snoopy e Charlie Brown.

## Trama
Quando viene accusato da Charlie Brown di essere troppo civilizzato, Snoopy sogna di essere un cane da tiro in Alaska.

## Distribuzione

### Edizione italiana
In Italia, lo speciale è stato trasmesso da Canale 5 nel 1982, assieme agli altri speciali. In seguito è stato ridoppiato per la trasmissione su Junior TV, all'interno della serie The Charlie Brown and Snoopy Show. Nel 2023 è stato distribuito in streaming su Apple TV+ con un terzo doppiaggio per la serie I classici Peanuts.

### Doppiaggio
| Personaggio   | Doppiatore originale | Doppiatore italiano (1982) | Doppiatore italiano (anni 90) | Doppiatore italiano (2023) |
| ------------- | -------------------- | -------------------------- | ----------------------------- | -------------------------- |
| Charlie Brown | Liam Martin          | Daniela Fava               | Martino Consoli               | Arturo Sorino              |
| Snoopy        | Bill Melendez        | Bill Melendez              | Bill Melendez                 | Bill Melendez              |

### Edizioni home video
In Italia, il film è stato distribuito con il secondo doppiaggio da Hobby & Work in VHS e DVD.